# 多尼采蒂剧院

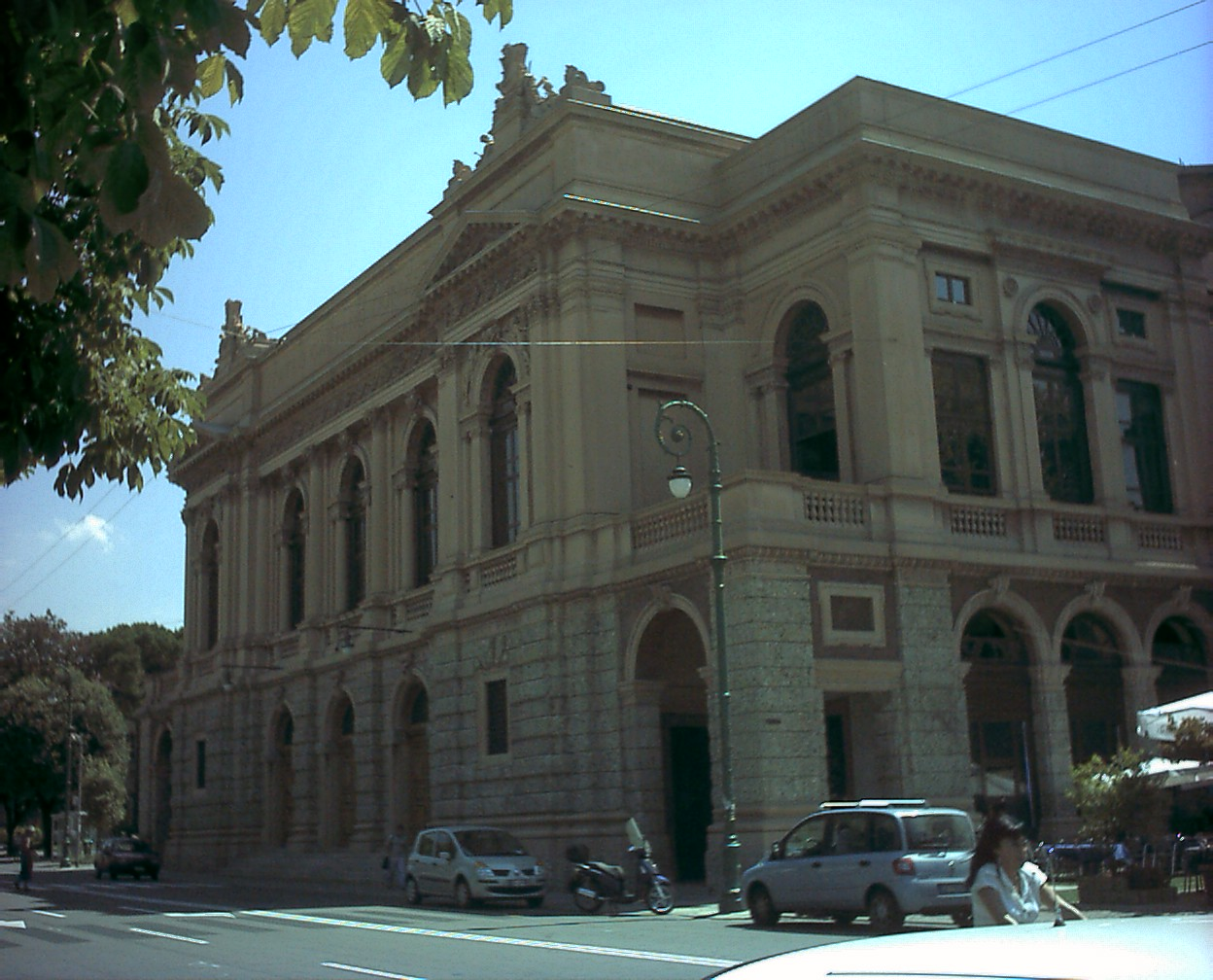
多尼采蒂剧院

多尼采蒂剧院（Teatro Donizetti）是意大利贝加莫的一个歌剧院，建于18世纪80年代，由建筑师乔万尼·弗朗切斯科·卢基尼设计。上演的第一部歌剧是朱塞佩·萨尔蒂的伊庇鲁斯王（Medonte, re di Epiro，1784年），当时歌剧院还在施工。1791年8月24日剧院正式开业时，名为里卡尔迪剧院（Teatro Riccardi），首演剧目为Pietro Metastasio的狄多被遗弃（Didone abbandonata），音乐出自多个作曲家，包括费迪南·贝尔托尼、雅各伯·拉姆皮尼、约翰·戈特利·布瑙曼、朱塞佩·加扎尼加和乔万尼·帕伊谢洛。
1797年原来的剧场被一场大火烧毁，卢基尼再次签约，设计新的剧院。1800年6月30日开幕。1897年，在作曲家多尼采蒂诞辰一百周年之际，剧院的名字改为葛塔诺·多尼采蒂剧院（现在缩短为多尼采蒂剧院）。他出生在贝加莫，第一部歌剧《皮马利昂王》（Il Pigmalione，1816年）在剧院进行全球首演。